# Golfové techniky
Tento článek pojednává o jednotlivých technikách golfu, které je zapotřebí dobře znát, pokud má člověk zájem o tento sport. Základní výbavou golfu jsou hole, míček a golfová pravidla. Cílem hry je dostat míček do jamky.

## Krátká hra
Krátká hra se zpravidla skládá z krátkých a přímých úderů, tak jako napovídá název. Hráč se snaží již přímo mířit do jamky (ta má v průměru 10,8 cm) nebo se přiblížit na centimetry k ní. V krátké hře je zapotřebí obrovské koncentrace a sebedůvěry.

### Puttování

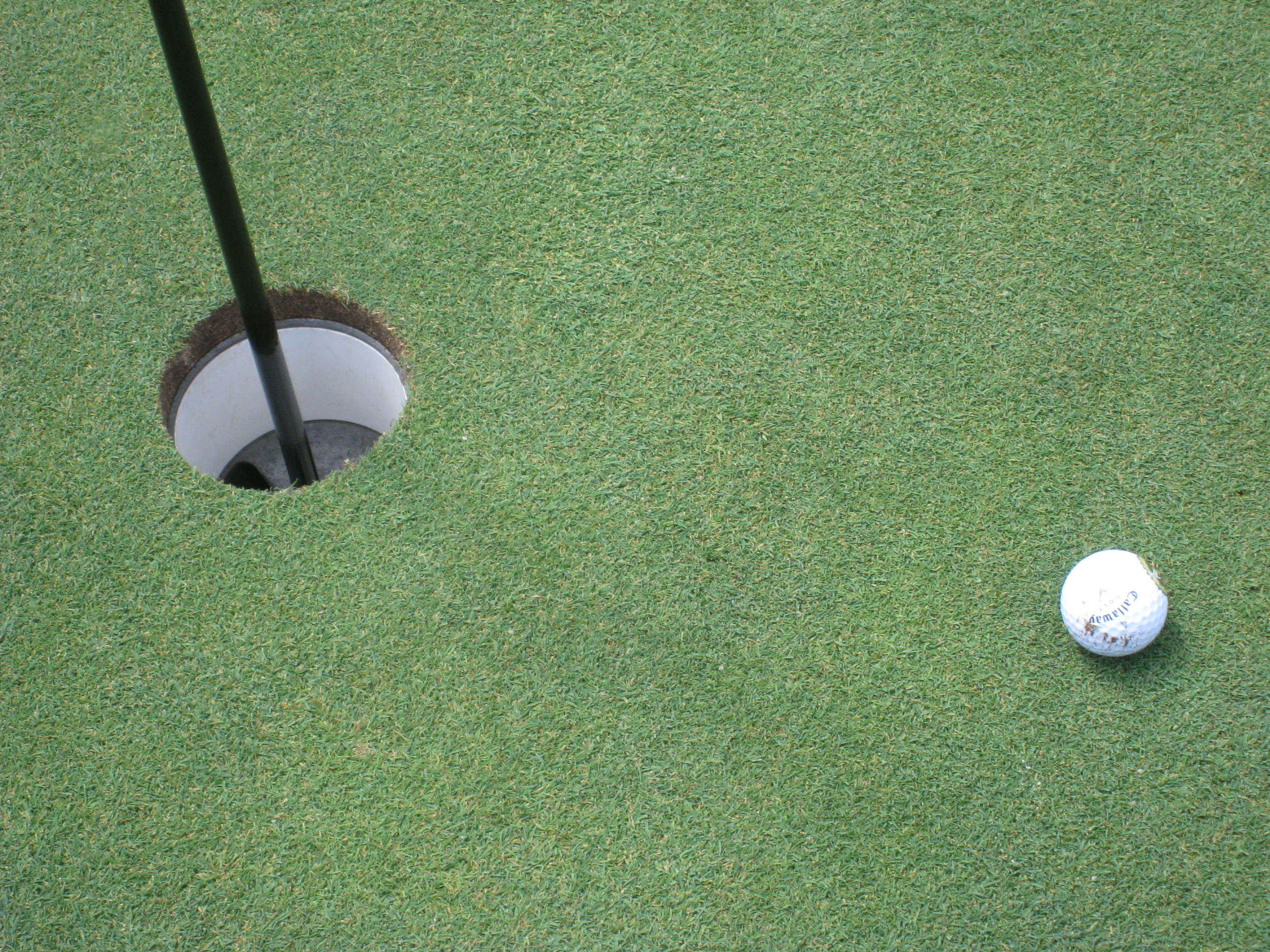
Golfový míček na greenu.

Jedná se o golfovou techniku hranou zásadně na tzv. greenu. Při puttování se používá speciální hůl zvaná putter. Podstatou puttování je schopnost dostat golfový míček vždy přesně tam, kde ho chcete mít. Velkou pozornost je nutno věnovat technice, která je často zanedbávaná. Právě tato technika je klíčem k opakované a jistější trefě míčku do jamky. Velmi důležitý je tedy častý trénink a nalezení vlastního stylu. Ve chvíli, kdy hráč odehrává z greenu do jamky, míč se smí pohybovat pouze po zemi a nikoliv ve vzduchu. Důvodem je převážně pečlivá úprava trávy (kvůli které také musí hráči nosit speciální druh obuvi), kterou by pád míčku mohl poškodit. V technikách, které jsou popsané níže (chipování, pitching), je dovoleno, aby míček na green přistál ze vzduchu. Hráč však musí zahladit místo po dopadu svého míčku.
Co se týče švihu při puttování je podstatné absolutně nehybné držení trupu těla. Ramena, paže a ruce svírají pomyslný trojúhelník. Je nutné věnovat pozornost zápěstí levé ruky, které by se při švihu nemělo ohýbat ale mělo by být zpevněné. Ke zpevněnému zápěstí dopomáhá i správné držení hole. Mezi nejoblíbenější způsob držení hole patří tzv. reverse-overlappping. Nejdůležitější při základním postoji u patování je, aby během celého patovacího švihu byl držen konstantní předklon páteře. Tzv. spine angle neboli konstantní předklon, je hlavním faktorem k opakovanému správně provedenému pohybu holí.

### Chipování
Při tzv. chipování se míč pohybuje zásadně ve vzduchu. Úder zvaný chip se hraje z těsného okraje greenu. Pro chipování jsou vhodné hole v rozsahu sand-wedge až železo č. 4 nebo i 3 vždy podle povahy nadcházejícího úderu.
Základním postojem při této technice je velmi malé rozkročení nohou (cca 10-15 cm od sebe), postoj je otevřený (paty směřují k sobě a špička jedné nohy je vytočená ven k cíli), aby šel cíl lépe zaměřit pohledem. Váha těla je přenesená na levou nohu během celého chipovacího švihu, který se provádí kyvadlovým pohybem pomyslného trojúhelníku. Paže jsou těsně u těla a hůl se drží až na samém konci rukojeti. Při základním postoji musí být ruce vždy vpředu a míček za nimi. Důležité je zpevněné zápěstí, které je opět klíčem k lepšímu úderu.

### Bunker

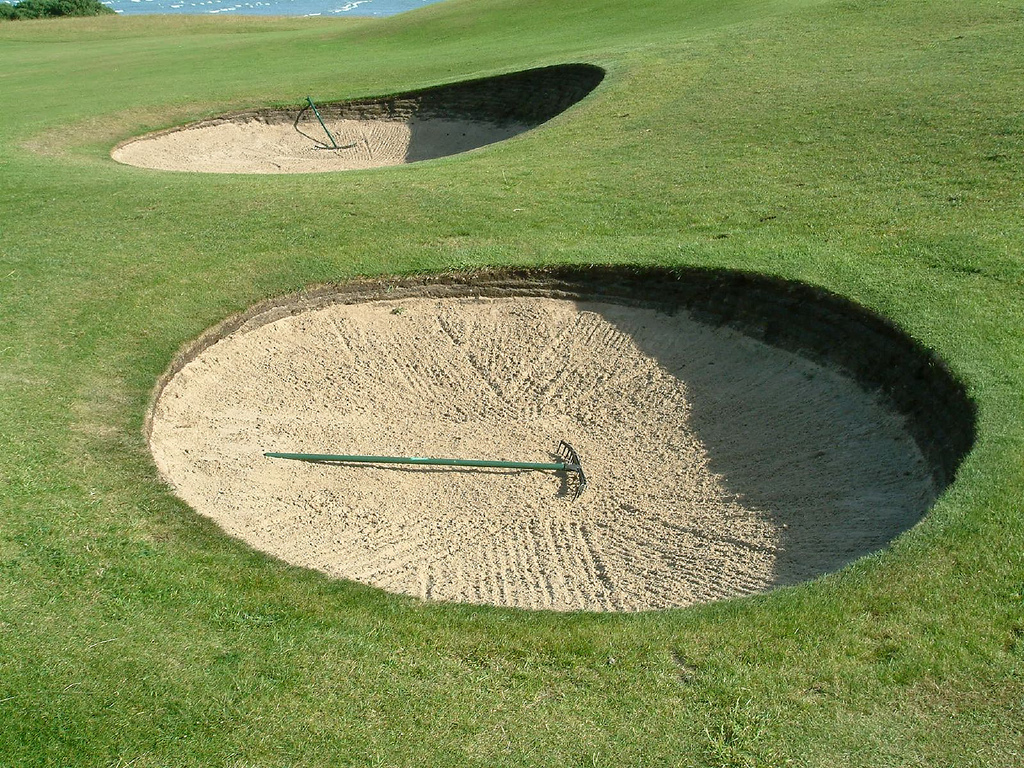
Bunker

Bunker je považován za překážku a tudíž se hlava hole nikdy nesmí dotknout povrchu před odehráním míčku ať už při vstupu nebo při založení. Pokud hráč toto pravidlo poruší, musí si připočítat dvě trestné rány. Hráči také není dovoleno z bunkeru odstraňovat volně ležící přírodní předměty, pokud není v místních pravidlech uvedeno jinak. Cílem této techniky není udeřit přímo míček, ale udeřit hlavou hole do písku těsně za míčkem. Hůl tedy ve většině případech není v přímém kontaktu s míčem, jelikož je míč vymrštěný do vzduchu pomocí vrstvy písku mezi holí a míčem. Hůl sand-wedge je uzpůsobena k tomu, aby hra z bunkeru byla pro hráče co nejsnadnější. Hůl má velmi široké dno a zadní okraj vyvýšeniny je níže než přední hlava hrany hole.  

### Pitching
Tzv. pitch je vysoká přihrávka s co nejkratším doběhem míčku. Obvykle se používá v okolí greenu. Také je vhodný pro hru přes překážky jako je např. vodní příkop, bunker nebo hra přes stromy a podobně. Proto používáme hole s velkým sklonem úderové plochy jako jsou například sand-wedge nebo pitching-wedge. Podstatou pitchingu je zpětná rotace golfového míčku. Obtížnost techniky je v tom, že úder musí být velmi precizní ve vzdálenosti a směru. Měl by se provádět tzv. poloviční nebo tříčtvrteční švih, jen zřídka lze hrát úder pitchingu švihem plným. Většina hráčů však provádí plný nápřah a při švihu hůl přibrzdí, což je chyba, protože trefa do míčku je nepřesná a míč pak míjí cíl.

## Dlouhá hra
Dlouhá hra patří k těm, které jsou nejčastěji trénovány na tzv. driving range. Jedná se o část hry, která zahrnuje rány od 180 m a delší. Při těchto úderech jsou nejčastěji používány hole jako fervejová dřeva (která jsou už bez výjimky vyráběna z kovu nikoliv ze dřeva), železa, hybridy či driver. Fervejová dřeva dávají míčku velkou rychlost a nízkou dlouhou trajektorii. Železa jsou v dlouhé hře vhodná pro odpaly ze složitějších povrchů jako je například rough. Hybridní hole jsou kombinací výhod dřev a želez. Slouží pro dlouhé odpaly stejně jako dřevěné hole a s možností snazšího švihu jako železnými holemi. A nakonec driver, který je nejdelší holí v bagu určený pro rány z odpaliště.

### Základní postoj a švih

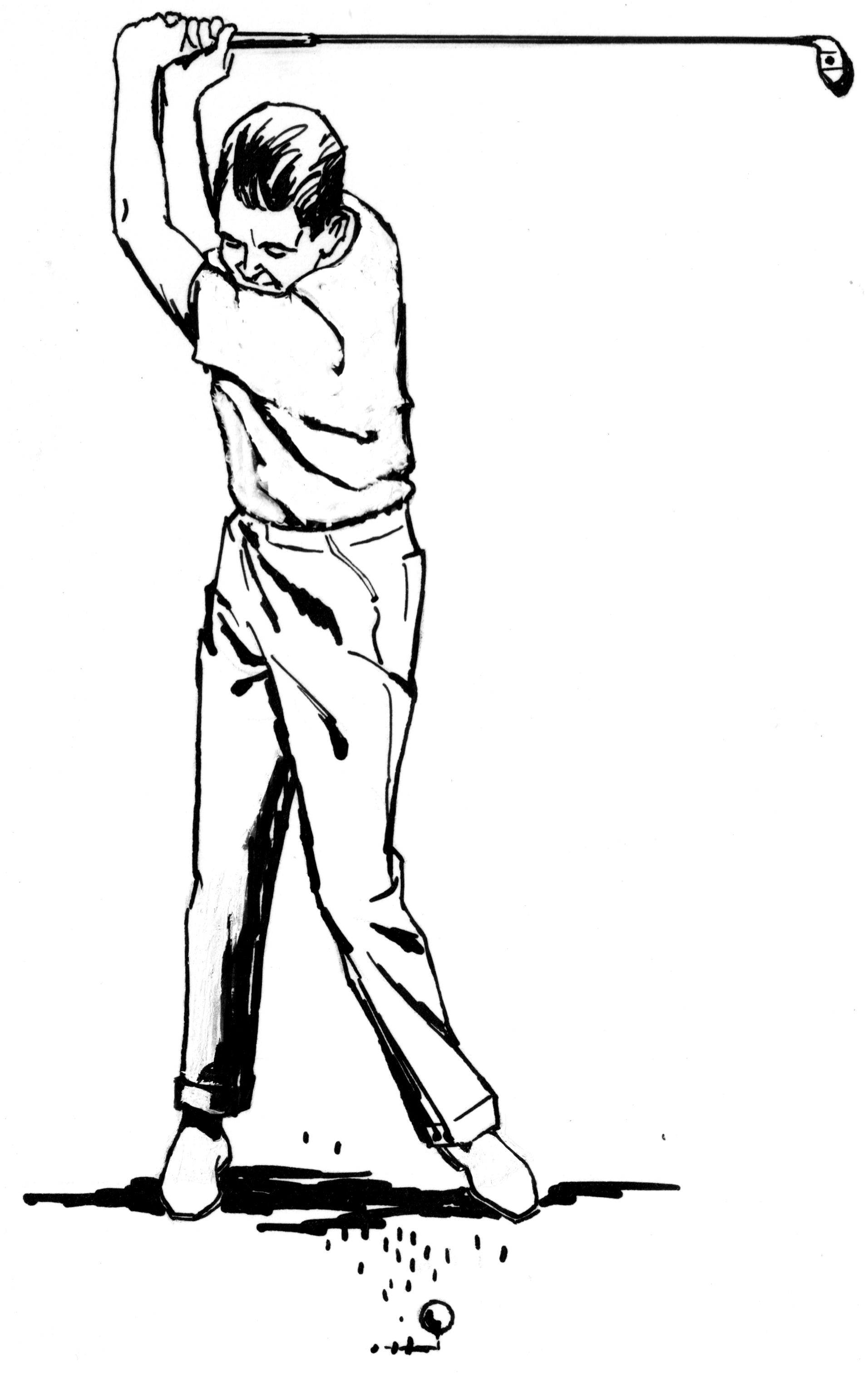
Nápřah u dlouhé hry.

V základním postoji musí být chodidla. boky a ramena kolmo k líci hole. Po správném založení a zamíření hole je dalším krokem správné zamíření ramen. Pozice ramen určuje jaký bude švih a jak se hůl přiblíží k míčku. Vrchní polovina těla proto musí být zamířena přesně rovnoběžně k cílové čáře a podélné osy chodidel jsou poté na cílovou čáru kolmé. Správný švih při dlouhé hře se vytvoří když hlava hole, ruce, paže, boky a tělo se budou společně otáčet, do chvíle kdy se tělo dostane nad vnitřní stranu pravého kolene. Pravá noha zůstává stále mírně pokrčená a úhel páteře se nijak nemění. Když se hůl dostane na úroveň pravého boku, měla by být rovnoběžná se zemí. To je ověření, zda jde hráč do zápřahu po správné dráze.